# Banteng
Banteng (Bos javanicus) är en sydostasiatisk art i däggdjursfamiljen slidhornsdjur som tillhör underfamiljen oxdjur. Tre underarter finns beskrivna, Bos javanicus javanicus på Java, Bos javanicus lowi på Borneo och Bos javanicus birmanicus på det asiatiska fastlandet. Statusen för B. javanicus lowi är dock att betrakta som något osäker och en del biologer anser att den hör samman med B. javanicus javanicus.

## Kännetecken
Bantengen är ett kraftigt och robust byggt djur med tydlig könsdimorfism, där hanarna som kallas tjurar är betydligt större än honorna, som kallas kor. Beroende på främst på kön, men också på underart, varierar därför vilda bantenger i storlek från 155 till 165 centimeter i mankhöjd, från 190 till 225 centimeter i kroppslängd och från 600 till 800 kilogram i kroppsvikt, med en svanslängd på 65 till 70 centimeter. Pälsfärgen varierar också beroende på underart och kön, från mörkt rödbrun till gråblå hos tjurar och ljust brun till rödbrun hos kor. Båda har dock vita ben, från hovarna till knäna och en större vit fläck finns på bakdelen under svansen, samt två mindre vita fläckar vid ögonen. Både tjurar och kor har också horn, som kan bli upp till 70 respektive 30 centimeter långa.

## Utbredning
Bantengen finns i Kambodja, Laos, Malaysia, Myanmar, Thailand och Vietnam, samt på de indonesiska öarna Bali, Java och Borneo. Under historisk tid fanns arten även i södra Kina (Yunnan) och nordöstra Indien.

### Status
Bantengen klassades 1986 som sårbar och 1996 som starkt hotad av IUCN. Totalt uppgår det vilda beståndet troligtvis inte till fler än 8 000 djur och det kan vara så låg som 5 000 djur. Bara 6 till 8 populationer på fler än 50 djur är kända och ingen population innehåller över 500 djur.

#### Hot mot den vilda bantengen
Det största hotet mot den vilda bantengen är habitatförlust, beroende på att de områden där den lever allt mer fragmentiseras av mänskliga bosättningar och omvandlas till jordbruksmarker, men också jakt och hybridisering med tamboskap, samt från tamboskapen överförda sjukdomar och parasiter.

#### Skydd av den vilda bantengen
Den vilda bantengen är skyddad enligt lag och handel med dess skinn och horn är förbjudet. Förbudet efterlevs dock inte helt. Bevarandeprogram har startats inom flera skyddade områden där bantengen förekommer, som nationalparker och naturreservat, ofta som ett samarbete mellan olika naturvårdsorganisationer och ländernas regering.

## Levnadssätt
Bantengens habitat är öppna skogar eller områden med en blandning av skog och gräsmarker, i låglänta områden och upp till 2 100 meters höjd. Skillnader mellan olika populationer finns, till exempel lever de vilda bantenger som finns på de indonesiska öarna Bali, Java och Borneo till större del i skogsmarker än de som finns på fastlandet. Bantengen är som de flesta andra oxdjur social och kor och kalvar lever i flockar på mellan 2 och 40 djur, som leds av en äldre ko och i perioder åtföljs av en dominerande tjur. Flockarna är oftast större i öppnare områden än i mer skogiga områden, där grupper på omkring 8 djur är mer vanligt. Unga tjurar lever i ungkarlsflockar och äldre hanar i mindre, tillfälliga grupper som splittras under parningstiden då de istället slår följe med och försvarar en flock med kor, eller ensamma.

### Föda
Bantengen undviker vanligen de allra tätaste skogarna och betar gärna i gläntor som har bildats efter bränder. Födan består främst av gräs (föredrar Imperata cylindrica), men också av löv, frukt, knoppar, bambu, blommor, bark och späda grenar på buskar. Bantengen kan klara sig flera dagar utan vatten vid torka, men föredrar områden där det finns regelbunden tillgång. Den vill också gärna ha tillgång till mineralkällor. I ostörda områden är den främst dagaktiv och betar som intensivast på morgonen och under sen eftermiddag, men i områden med stor mänsklig påverkan har den anpassat sig till en mer nattaktiv livsstil och tillbringar dagen i skydd av vegetationen.

### Fortplantning
Bantengen kan fortplanta sig året om, men vissa skillnader finns mellan de olika vilda populationerna. I Thailand är parningstiden till exempel som mest intensiv mellan maj och juni, medan den på Java är som mest intensiv mellan oktober och december. Hanarna konkurrerar om honorna och bara dominerande hanar parar sig. En unge, som kallas kalv, föds efter en dräktighetstid på omkring 285 dagar. Den följer sedan sin mor och diar henne tills den är avvand vid 6 till 9 månaders ålder. Könsmognaden inträffar vid 2 till 3 år, något tidigare för honorna än för hanarna. Om bantengen inte faller offer för rovdjur eller jakt kan den i det vilda leva upp till 20 års ålder. Dess fiender är asiatisk vildhund och ibland tigrar, som särskilt jagar de unga djuren. Vuxna djur, särskilt tjurar, kan försvara sig bättre så länge de bara är friska och en fullvuxen bantengtjur har få fiender förutom människan.

## Förhållande till människor
Bantengen är ett djur som genom historien delvis har domesticerats av människan och många raser av inhemsk tamboskap i Sydöstasien har den vilda bantengen som stamform. Dessa tama varianter som härstammar från den vilda bantengen brukar ofta kallas för baliboskap. Vilda bantenger jagas fortfarande till viss del för sitt kött och skinn, men framförallt för sina horn, vilka är eftersökta som troféer. Banteng har också av människan införts till flera öar i Indonesien där den inte ursprungligen förekom, samt till Australien och Nya Guinea.